# Delany Lepelblad
Delany Lepelblad (Vleuten, 21 mei 1999) is een Nederlandse zangeres en rapster.

## Levensloop
Lepelblad was in 2016 een van de deelnemers aan het SBS6 programma The Next Boy/Girl Band. Ze wist de finale te behalen en was uiteindelijk een van de 5 meiden waarmee de meisjesband werd gevormd. De band genaamd GRLBND verloor in de finale van de jongensband. Na ruim een jaar met de band opgetreden te hebben was Lepelblad de eerste die de band verliet.
Van augustus tot en met december 2018 was Lepelblad elke werkdag te zien in het televisieprogramma House of Talent. In het programma werden Lepelblad en zeven andere deelnemers door professionals geholpen aan hun muziekcarrière. In het programma bracht ze meerdere nummers uit waaronder Laat niet los met Hansie, Als ik weg ben met Zefanio en Basic.
Na House of Talent is Lepelblad lid geworden van 777.

## Discografie

### Singles zonder hitnotering
- Broken diamonds (2018)
- Bad girl thing (2018)
- Purple paradise (2018)
- Buskruit (2018)
- Wannabe (2018)
- Het voelt zo goed (2018), met Quincy Wilson
- Basic (2018)
- Dwars door de regen (2020), met Frenna

### Singles met hitnotering
| Jaar | Act                  | Nummer         | Vlag van Nederland | Vlag van Nederland | Opmerkingen |
| Jaar | Act                  | Nummer         | 100                | weken              | Opmerkingen |
| ---- | -------------------- | -------------- | ------------------ | ------------------ | ----------- |
| 2018 | Delany met Hansie    | Laat niet los  | tip6               | 4                  | -           |
| 2018 | Delany met Zefanio   | Als ik weg ben | tip17              | 1                  | -           |
| 2019 | Delany met Frenna    | Fake Love      | 30                 | 6                  | [ 2 ]       |
| 2019 | Delany               | Ik voel je     | 55                 | 2                  |             |
| 2019 | Delany met Priceless | Kom tot me     | 99                 | 1                  |             |
| 2020 | Delany met Jack      | Langzaam       | 81                 | 1                  |             |
| 2020 | Delany               | Whine Up       | tip26              | 1                  |             |
| 2020 | Delany met Yxng Le   | Oeh jij        | 75                 | 1                  |             |